# Live at Benaroya Hall
Live at Benaroya Hall är ett dubbel-livealbum av Pearl Jam. Albumet spelades in på en välgörenhetskonsert på Benaroya Hall i bandets hemstad Seattle den 22 oktober 2003 och släpptes den 27 juli 2004. När det släpptes debuterade det som nummer 18 på Billboards listor. Bland låtarna märks coverversioner av Bob Dylans "Masters of War", Ramones "I Believe in Miracles", Victoria Williams "Crazy Mary" och Johnny Cash "25 Minutes to Go". Dessutom premiärspelades låten "Man of the Hour" som Pearl Jam skrev till Tim Burtons film Big Fish.

## Låtlista
Skiva ett
1. "Of the Girl" – 5:22
2. "Low Light" – 4:18
3. "Thumbing My Way" – 4:49
4. "Thin Air" – 4:25
5. "Fatal" – 3:49
6. "Nothing As It Seems" – 7:29
7. "Man of the Hour" – 3:58
8. "Immortality" – 6:18
9. "Off He Goes" – 5:53
10. "Around the Bend" – 5:37
11. "I Believe in Miracles" – 5:29
12. "Sleight of Hand" – 5:13
13. "All or None" – 7:42
14. "Lukin" – 2:07

Skiva två
1. "Parting Ways" – 5:24
2. "Down" – 3:08
3. "Encore Break" – 0:49
4. "Can't Keep" – 3:15
5. "Dead Man"  – 4:24
6. "Masters of War" – 6:06
7. "Black" – 7:41
8. "Crazy Mary" – 7:40
9. "25 Minutes to Go" – 4:43
10. "Daughter" – 6:30
11. "Encore Break" – 1:06
12. "Yellow Ledbetter" – 6:01